# Textrix rubrofoliata
Textrix rubrofoliata is een spinnensoort in de taxonomische indeling van de trechterspinnen (Agelenidae).
Het dier behoort tot het geslacht Textrix. De wetenschappelijke naam van de soort werd voor het eerst geldig gepubliceerd in 1990 door Pesarini.